# Soul '69
Soul '69 é um álbum de estúdio da cantora americana de soul e lenda da música negra Aretha Franklin, lançado em 1968. O álbum alcançou o primeiro lugar nas paradas de álbuns de R&B da Billboard e o número 15 na Billboard Hot 100, embora tenha lançado  apenas dois singles sem grande êxito. 

## Recepção Crítica
O álbum foi bem recebido pela crítica. O jornalista musical Stanley Booth escrevendo para a Rolling Stone disse que "Soul '69" foi "possivelmente o melhor disco lançado nos últimos cinco anos", descrevendo-o como "excelente de uma forma que a música pop não tem sido desde que os Beatles lideraram o renascimento do rock".  Apesar dos elogios da crítica e do sucesso popular, no entanto, o álbum caiu na obscuridade, tornando-se, segundo o jornalista Richie Unterberger um dos "álbuns mais esquecidos dos anos 60 [de Aretha Franklin]".

## Faixas
| Lado A |                          |         |  |
| N.º    | Título                   | Duração |  |
| 1.     | "Ramblin'"               | 3:10    |  |
| 2.     | "Today I Sing the Blues" | 4:25    |  |
| 3.     | "River's Invitation"     | 2:40    |  |
| 4.     | "Pitiful"                | 3:04    |  |
| 5.     | "Crazy He Calls Me"      | 3:28    |  |
| 6.     | "Bring It On Home to Me" | 3:45    |  |

| Side two |                                        |         |  |
| N.º      | Título                                 | Duração |  |
| 7.       | "Tracks of My Tears"                   | 2:56    |  |
| 8.       | "If You Gotta Make a Fool of Somebody" | 3:08    |  |
| 9.       | "Gentle on My Mind"                    | 2:28    |  |
| 10.      | "So Long]]"                            | 4:36    |  |
| 11.      | "I'll Never Be Free"                   | 4:15    |  |
| 12.      | "Elusive Butterfly"                    | 2:45    |  |

## Personnel
- Aretha Franklin – vocals, piano (2, 7, 9)
- Junior Mance – piano (1, 3–6, 8–11)
- Spooner Oldham – orgão (2, 7)
- Joe Zawinul – orgão (5), piano, piano rhodes (6, 12)
- Kenny Burrell – guitarra (1, 3–6, 8–11)
- Jimmy Johnson – guitarra (2, 7)
- Ron Carter – baixo (1, 3–6, 8–12)
- Jerry Jemmott – baixo (2, 7)
- Tommy Cogbill – baixo (2, 7)
- Bruno Carr – bateria (1, 3–6, 8, 9, 12)
- Roger Hawkins – bateria (2, 7)
- Grady Tate – bateria (10, 11)
- Jack Jennings – vibrafone (5, 7, 9, 12)
- Louie Goicdecha, Manuel Gonzales – percussão (5, 7, 12)
- David Newman – saxofone tenor, flauta
- King Curtis, Seldon Powell – saxofone tenor
- George Dorsey, Frank Wess – saxofone contralto
- Pepper Adams – saxofone baritono
- Joe Newman, Bernie Glow, Richard Williams, Snooky Young, Ernie Royal – trompete
- Jimmy Cleveland, Urbie Green, Benny Powell, Thomas Mitchell – trombone
- Evelyn Greene, Wyline Ivy - backing vocals
- Produção por Jerry Wexler and Tom Dowd
- Arranjos por Arif Mardin